# Антоніо Берні
Антоніо Бе́рні (ісп. Delesio Antonio Berni; 14 травня 1905, Росаріо — 13 жовтня 1981, Буенос-Айрес) — аргентинський живописець, професор Національної академії мистецтв Аргентини; президент Товариства аргентинських художників.

## Біографія
Народився 14 травня 1905 року в місті Росаріо (провінція Санта-Фе, Аргентина). У дев'ятирічному віці став учнем однієї аргентинської вітражної майстерні. Пізніше навчався живопису в спеціалізованому центрі, де був відзначений вчителями як «вундеркінд». У п'ятнадцятирічному віці його 17 робіт були виставлені в Салоні «Марі». До 1923 року його імпресіоністичні пейзажі високо оцінили критики з газет «La Nación» і «La Prensa». Жокейський клуб «The Jockey Club of Rosario» нагородив митця стипендією на навчання в Європі і у 1926—1931 роках він навчався в Іспанії, Французькій республіці та Королівстві Італія.
Після повернення до Аргентини працював фотокореспондентом у міських нетрях Росаріо. Був настільки вражений побаченим, що докорінно змінив як свої життєві погляди, так і художній стиль — став членом комуністичної партії Апгентини і почав творити в манері соцреалізму.
Помер в Буенос-Айресі 13 жовтня 1981 року. Похований на цвинтарі Ла-Чакаріта.

## Творчість
Один з основоположників «нового реалізму» (соціальний реалізм, 1930-ті роки) в Аргентині. Виконав ряд розписів в Буенос-Айресі і Нью-Йорку (спільно з Д. Сікейросом, X. Кастаньїно та іншими) на теми життя і історії аргентинського народу, зокрема в Галеріас Пасіфікос «Боротьба людини з силами зла» (1946) та в Народному театрі в Буенос-Айресі. 1939 року оформив павільйон Аргентини на всесвітній виставці в Нью-Йорку.
В середині ХХ століття зазнав впливу модернізму. Твори:
- «Північ над світом» (1930-ті; художник створив образ народної мужності і скорботи, навіяний громадянською війною в Іспанії 1936—1939 років);
- «Новий чиказький спортивний клуб» (1937);
- «Лісоруби»;
- «Переїзд косарів»;
- «Різанина», «Мертві працівник», «Демонстрація», «Христос в гаражі» (1981) та інші.

Виконував дитячі портрети, графічні роботи.

## Відзнаки
- 1-ша Міжнародна премія гравюри і рисунка на бієнале у Венеції (1962);
- премії на міжнародних виставках в Любляні (1965), Кракові (1966), Берліні (1967).